# Grundschartner
Grundschartner är en bergstopp i Österrike. Den ligger i distriktet Schwaz och förbundslandet Tyrolen, i den västra delen av landet. Toppen på Grundschartner är 3 065 meter över havet.
Den högsta punkten i närheten är Rosswandspitze, 3 157 meter över havet, söder om Grundschartner. Närmaste större samhälle är Mayrhofen, 9,8 km nordväst om Grundschartner.
Trakten runt Grundschartner består i huvudsak av kala bergstoppar och alpin tundra.